# رودلف جايجر
رودلف جايجر (بالألمانية: Rudolf Geiger)‏ هو عالم أرصاد ألماني، ولد في 24 أغسطس 1894 في إرلنغن في ألمانيا، وتوفي في 22 يناير 1981 في ميونخ في ألمانيا.

## وصلات خارجية
- رودلف جيجر على موقع الموسوعة البريطانية (الإنجليزية)